# أرماندو خيرالت
أرماندو جيرالت إيدويت (بالإسبانية: Armando Giralt Iduate؛ 23 مارس 1885 – 21 أبريل 1948) كان لاعب كرة قدم إسبانيًا من مواليد كوبا ولعب كمهاجم مع نادي مدريد لكرة القدم ونادي إسبانيول.